# Клуб Ворон

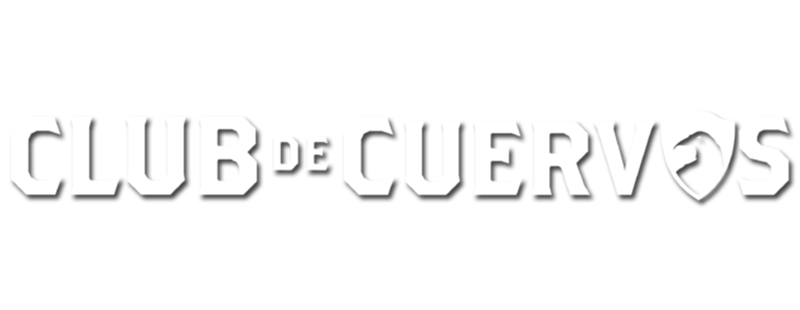
Логотип мексиканского сериала "Клуб Ворон"

«Клуб Ворон» (исп. Club de Cuervos) — состоящий из четырёх сезонов мексиканский Веб-сериал в жанре драмеди, выходивший на онлайн — сервисе Netflix в 2015—2019 годах. Режиссёр — Гэри Алазраки, авторы сценария — Гэри Алазраки, Майкл Лам, Джей Дайер, Рассел Эйда и Алессия Костантини.

## Создание
Идея шоу родилась у руководства Netflix, планировавшего ещё больше расширить свое присутствие на латиноамериканском кинорынке.
Предложение стать режиссёром данной картины было направлено Гэри Алазраки, в 2013 году снявшему фильм «Благородная семья», ставший самым кассовым мексиканским фильмом в истории.
В ответ Алазраки и его друг Майк Лам начали разрабатывать фильм с идеей «Игры престолов», «действие которой разворачивается в мире футбола», сосредоточив внимание на членах семьи, борющихся за лидерство в команде.
Позже сценаристы шоу отправились в город Пачука, штат Идальго, с целью погрузиться в местную культуру, а также встретиться с футболистами и людьми из самых разных слоев населения.

## Сюжет
Действие сериала разворачивается в вымышленном мексиканском городе Нуэво Толедо вокруг футбольной команды «Куэрвос» («Вороны»), которая сталкивается с кризисом после смерти её многолетнего владельца Сальвадора Иглесиаса-старшего. Из-за доминирующего в местной культуре положения мужчин его сын Чава довольно быстро выбирается на роль нового президента коллектива, несмотря на то, что его сестра Изабель считается более подходящей кандидатурой для управления командой.
Изабель возмущена Чавой и его положением лидера и клянется сделать все возможное для того, чтобы занять его место президента.
Чава, чье видение состоит в том, чтобы превратить скромную команду в «Реал Мадрид Латинской Америки», вскоре оказывается плохим человеком и часто злит своих подчиненных, особенно вице-президента Феликса Доминго и главного тренера клуба господина Гойо. В сериале также показаны отношения между игроками в команде и то, как на них влияют решения Чавы.

## Место съемок
Съемки киноленты проходили в столице штата Идальго, городе Пачука-де-Сото. Роль домашней арены клуба «Куэрвос» была отведена главному городскому стадиону «Идальго», на котором выступает команда высшего дивизиона чемпионата Мексики «Пачука».

## Отзывы
На портале Rotten Tomatoes сериал получил 80 % положительных отзывов. Журналисты из американского издания «HuffPost» в своей рецензии на фильм отметили тот факт, что он «блестяще колеблется от смехотворной комедии до острой драмы, никогда не погружаясь в латинские стереотипы или мелодраму теленовеллы».